# Tolar
De tolar was sinds 8 oktober 1991 tot en met 31 december 2006 de munteenheid van Slovenië. Sinds 1 januari 2007 is de euro het wettig betaalmiddel geworden in Slovenië. De kleinere eenheid van de tolar was de stotin, 1 tolar = 100 stotins. De ISO 4217-code voor de Sloveense tolar is SIT. Munten waren er van 10, 20 en 50 stotins en van 1, 2, 5, 10, 20 en 50 tolar. Bankbiljetten waren er van 10, 20, 50, 100, 200, 500, 1000, 5000 en 10.000 tolar.
De naam tolar is afkomstig van de thaler, een zilveren munt die voor het eerst in 1518 werd geslagen in Joachimsthal in Bohemen. Woorden als dollar en daalder zijn hier ook van afgeleid.
De tolar kon worden ingevoerd na afloop van het moratorium op de implementatie van de onafhankelijkheid, zoals vastgelegd in het Akkoord van Brioni.
Slovenië trad op 27 juni 2004 toe tot het Wisselkoersmechanisme II. De koers van de tolar versus euro werd vastgesteld op 239,640 met een brede afwijkingsmarge van 15%. Deze stap maakte deel uit van de afspraken tussen de Europese Unie en Slovenië, die uiteindelijk tot de invoering van de euro in Slovenië moest leiden. Met de toetreding tot het Wisselkoersmechanisme II (ook ERM2 genoemd) is de stabiliteit in de verhouding euro versus tolar centraal punt van economisch beleid geworden. De Europese Commissie en de Europese Centrale Bank hebben hierover hun convergentierapporten uitgebracht.

## Bonnen als overgangsvaluta
Vanaf de onafhankelijkheid in juni 1991 tot 8 oktober 1991 was bonnengeld als overgangsvaluta (van dinar naar tolar) in gebruik zonder nadere valuta-aanduiding. De biljetten veroorzaakten commotie in Oostenrijk, omdat op de achterzijde de vorstensteen van Karantanië staat afgebeeld. Dit symbool van Slavisch bestuur staat in het huidige Maria Saal in Oostenrijks Karinthië. Op de voorzijde staat de Triglav.